# Puck (tidning)
Puck var en skämttidning, med frisinnad politisk färg, som började utges i Stockholm 1901, som en konkurrent till Söndags-Nisse. Den redigerades av Hugo Vallentin fram till 1910 och därefter av Edvard Forsström. Utgivningen upphörde 1916.

## Allmän bakgrund
Skämttidningar var vanliga under 1800-talets slut. Söndags-Nisse började ges ut 1862 och var landets första skämttidning. Därnäst kom Kasper 1869.De blev fler under de decennier som följde: Figaro (1878), Nya Nisse (1891), Strix (1897), Puck (1901), Karbasen (1901), Naggen (1912. Omkring 1900 fanns det sextio skämttidningar i Sverige. Framgångssagan blev kort och på 1920-talet hade allmänhetens intresse försvunnit i stort. Tidningarna var koncentrerade till huvudstaden.

## Puck Norrköping
Nationalencyklopedin tar upp att Puck, gavs ut  i Stockholm även 1896–98 av Hugo Vallentin. Enligt Sveriges periodiska publikationer gavs denna tidning ut i Norrköping.
Puck  gavs ut från september 1896 till december 1898. Tidningen trycktes hos John Fröberg med antikva. Förstasidan hade titelvinjett och  tidningen illustrationer. Denna utgåva av Puck var månadstidning med 8 sidor i folio och tre spalter på formatet (27,5 x 20,3 cm. Priset för ett år var 1 krona. Utgivningsbevis för detta annonsorgan för tobakshandlaren V. K. Hultin i Stockholm utfärdades sedan för bokhållaren Alfred Bergendahl 15 augusti 1896. Uppgifter i Sveriges periodiska publikationer  stämmer inte med Nationalencyklopedins,

## Redaktion för Puck 1901-1916

### Redaktörer
- Hugo Vallentin 1901-1909,
- Gustaf Ljunggren 1911:4-1912:5

### Ansvariga utgivare
- Edvard August Forsström 1901.
- Hugo Vallentin 1901-1909.
- Gustaf Fredrik Ljunggren 1909-1912:5.
- Vicke Andrén 1912:6-1914.
- Thorgny Andreas Hallgren 1914-1916.